# ラ・パイヴァ

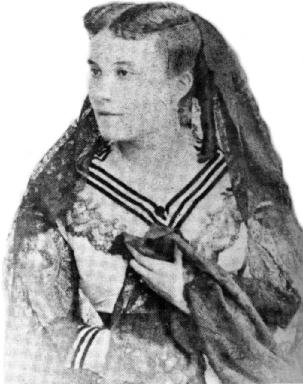
ラ・パイヴァ

エスター・ラフマン（Esther Lachmann、1819年5月7日 - 1884年1月21日）は、19世紀フランスで最も名を馳せたクルチザンヌ（高級娼婦）である。
後にパウリーネ・テレーズ・ラフマン（Pauline Thérèse Lachmann）、ヴィロン夫人（Mme Villoing）、パイヴァ侯爵夫人（Mme la Marquise de Païva）、ヘンケル・フォン・ドナースマルク伯爵夫人（Countess Henckel von Donnersmarck）と名を変えた。ラ・パイヴァ（La Païva）という通称で知られている。

## 生涯
エスターはモスクワのゲットーに疎開していたポーランド系ユダヤ人のマーティン・ラフマンとアンナ・アメリー・クラインの間に生まれた。
1836年8月11日、17歳で彼女は仕立て屋のアントン・ヴィロンと結婚した。彼らは息子を一人もうけたが、エスターは結婚生活を捨ててパリのサン・ポール寺院にほど近いスラム街に移住し、名をテレーズと変えて裕福な求婚者を見つけようとした（以下、テレーズと記述）。
彼女はピアニストのアンリ・エルツと出会って愛人になり、芸術的ではあるが貴族的ではない階級に加わった。彼らはロンドンで結婚したと言われているが、事実はつまびらかではない。いずれにせよ、重婚だった。テレーズとエルツの間には娘が一人生まれた。彼女のサロンにはリヒャルト・ワーグナー、ハンス・フォン・ビューロー、テオフィル・ゴーティエ、エミール・ド・ジラルダンらが出入りした。
テレーズの浪費でエルツの家計は危うく破綻するところだった。そこでエルツは商機を得るために1848年アメリカに渡った。夫が家を離れている間も彼女の浪費は続き、失望したエルツ一家は彼女を追い出した。テレーズはホテル・ヴァリンに居を構えた。彼女の友人エステル・ギモンは彼女に沢山の衣装を携えてロンドンへ行き成功の道を探ることを勧め、彼女をカミーユ帽子店へ連れていった。コヴェント・ガーデンでテレーズはスタンリー卿の好意を射止めた。
テレーズはパリへ戻った後バーデンの湯治場に赴き、そこでポルトガルの侯爵、アルビーノ・フランチェスコ・デ・パイヴァ＝アラウージョに出会った。最初の夫は既に結核で亡くなっていたため自由の身となっていた彼女は1851年6月5日に侯爵と結婚し、財産と称号、そしてラ・パイヴァというあだ名を手に入れた。
後日、オラス・ド・ヴィエル＝カステルは彼女が夫に語った言葉を記している。「あなたは私と寝たかったから、私を妻にすることでそれを叶えたのよね。あなたは私に家名を与え、私は昨日の夜で義務から解放された。私は正直な女性のように振る舞ってきた。私は地位が欲しくて、それを手に入れたわ。でもあなたが所有しているのは妻という娼婦なの。あなたは私をどこにも連れていけいないし、誰にも紹介できないわよね。だったら別れましょう。ポルトガルに帰ってちょうだい。私はここに残ってあなたの名前で娼婦を続けるから」侯爵は本当に彼女を残してポルトガルに帰国してしまった。結婚は1871年8月16日まで解消されなかった。そして侯爵は1872年に拳銃自殺した。
彼女が次に籠絡したのはプロイセンの伯爵、グイド・ヘンケル・フォン・ドナースマルクだった。彼女はドナースマルクと1871年10月28日に結婚した。彼のお金でテレーズはシャンゼリゼにピエール・モーガンがデザインを手がけたエレガントなホテルを建築した。ヴィエル＝カステルによれば、彼女はお決まりのように200万フランのダイヤモンド、真珠、および他の宝石を身につけていた言う。ホテル・パイヴァは第二帝政の象徴となり、「当世風」の見本となった。
テレーズとドナースマルクはスパイ活動の容疑でフランスから追放されることとなった。彼女はノイデックにある居城で1884年1月21日に65歳で亡くなった。彼女の遺体はドナースマルクによりアルコール漬けにされ、彼が1887年再婚した後も彼の城で保管された。